# Шийонський замок
Замок Шийон (фр. Château de Chillon), відомий також як Шийонський замок — замок, розташований на Швейцарській Рив'єрі, на березі Женевського озера, за 3 км на схід від міста Монтре, між містечками Вейто та Вільньов. Замок є комплексом із 25 будівель, споруджених в різний час.

## Будова замку
Шийонський замок стоїть на скелі, незначно підноситься над поверхнею озера, і з'єднаний з береговим мостом. Поєднання природних умов та особливостей будівлі дозволяли замку контролювати стратегічно важливу дорогу, що пролягає між озером і горами. Довгий час ця дорога до перевалу Великий Сен-Бернар служила єдиним транспортним шляхом з Північної Європи до Південної. Вона не втратила свого значення й досі, і всього за 200 м від замку можна бачити побудоване на 50-метрова пілонах, яке ніби витає над замком, шосе Е27, що з'єднує Швейцарію з Італією.
Сторона, якою замок звернений до дороги, є кам'яним муром, укріплений трьома вежами. На протилежному боці розташована житлова частина замку. Глибина озера робила раптовий напад з цього боку малоймовірним.

## Історія замку

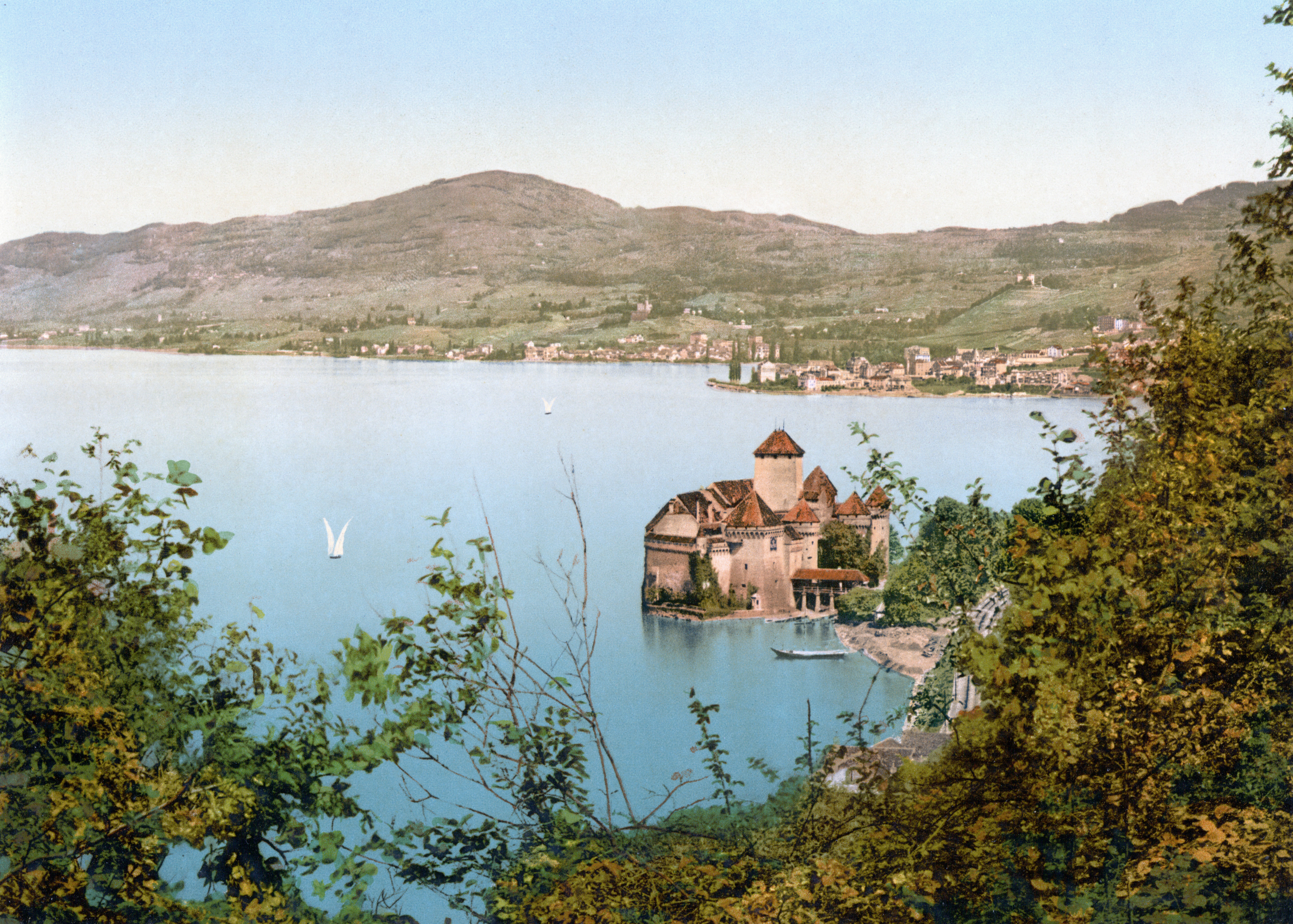
Вінтажна листівка з видом замку

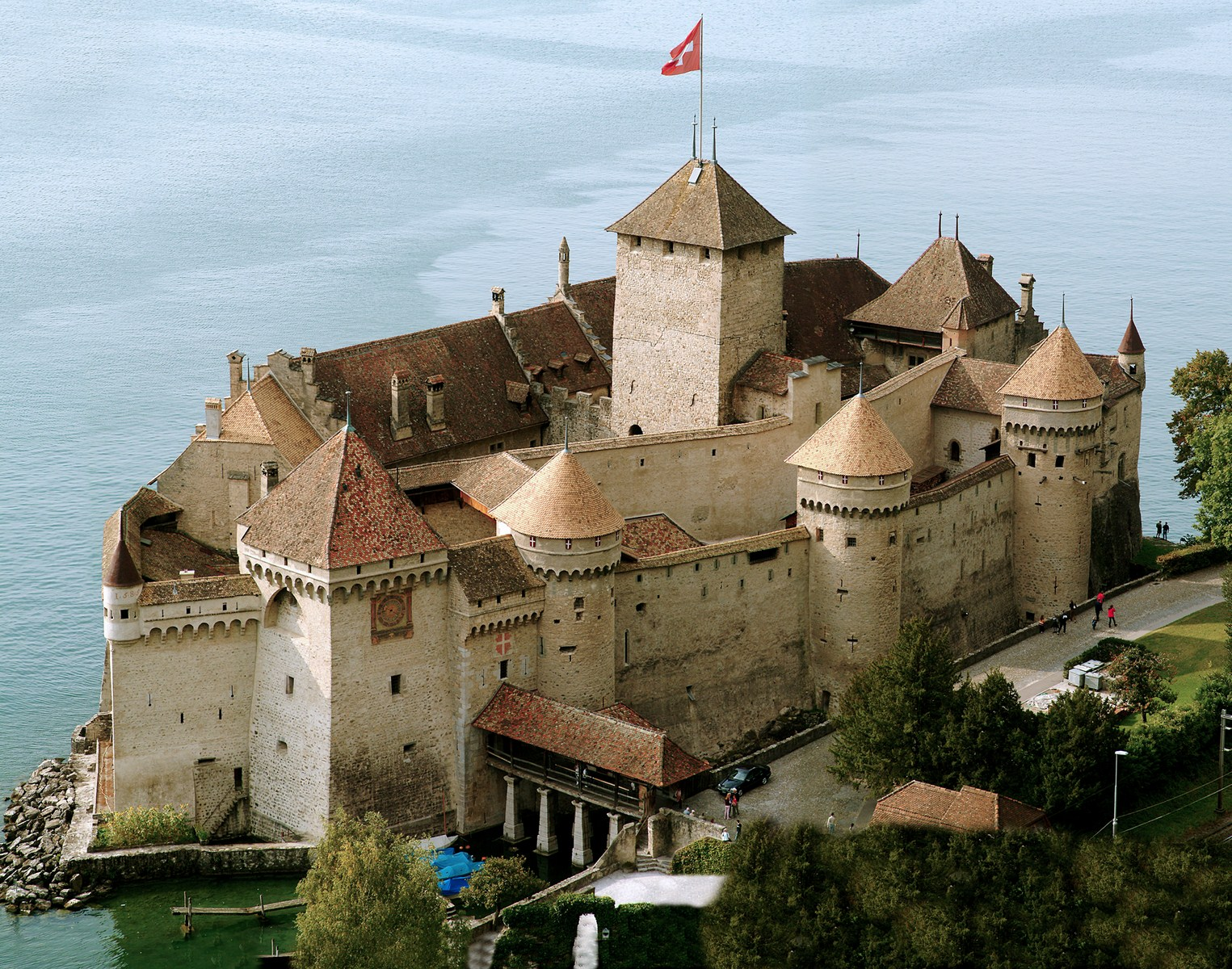

Перша літописна згадка про замок як резиденцію герцогів Савойських відноситься до 1160 року, хоча, за деякими відомостями, замок міг бути закладений ще раніше, в IX столітті. Під час розкопок в 1896 р. були знайдені сліди перебування на цьому місці римлян — зокрема, римські монети.
У період правління Петра Савойського замок було укріплено і розширено придворним архітектором П'єром Меньє. Активна розбудова замку тривала аж до XV століття. Саме в цей період були зведені основні споруди, які визначили його історичний вигляд.
Традиційно замок служив також в'язницею. Людовик Благочестивий тримав тут в ув'язненні абата Валу з Корвея. В середині XIV століття, під час епідемії чуми, в замку утримувалися і піддавалися тортурам євреї, яких звинувачували в отруєннях джерел води.
У міру того, як Сен-Бернарський перевал став поступатися за значущістю перевалу Сен-Готард, що знаходиться східніше Шільона, значення замку як оборонної споруди поступово падало, і він все частіше використовувався лише як місце ув'язнення.
У Шийонському замку відбувається дія поеми Джорджа Байрона «Шийонський в'язень» (1816). Історичною основою для поеми послужило ув’язнення у замку за наказом Карла III Савойського Франсуа Бонівара в 1530-1536 рр. 29 травня 1536 р. після дводенної облоги замок був узятий бернцями, а Бонівар був звільнений. Завдяки поемі Байрона ув’язнення Бонівара стало одним з найвідоміших епізодів в історії замку. Багато чого для романтизації образу замку зробили також Жан-Жак Руссо, Персі Шеллі, Віктор Гюго та Олександр Дюма.
В 1536-1798 рр. замок знаходився в руках бернців, а в 1798 р., з оголошенням незалежності кантону Во, перейшов у його розпорядження. З початку XIX століття і по теперішній час в замку розташований музей.

## Світлини

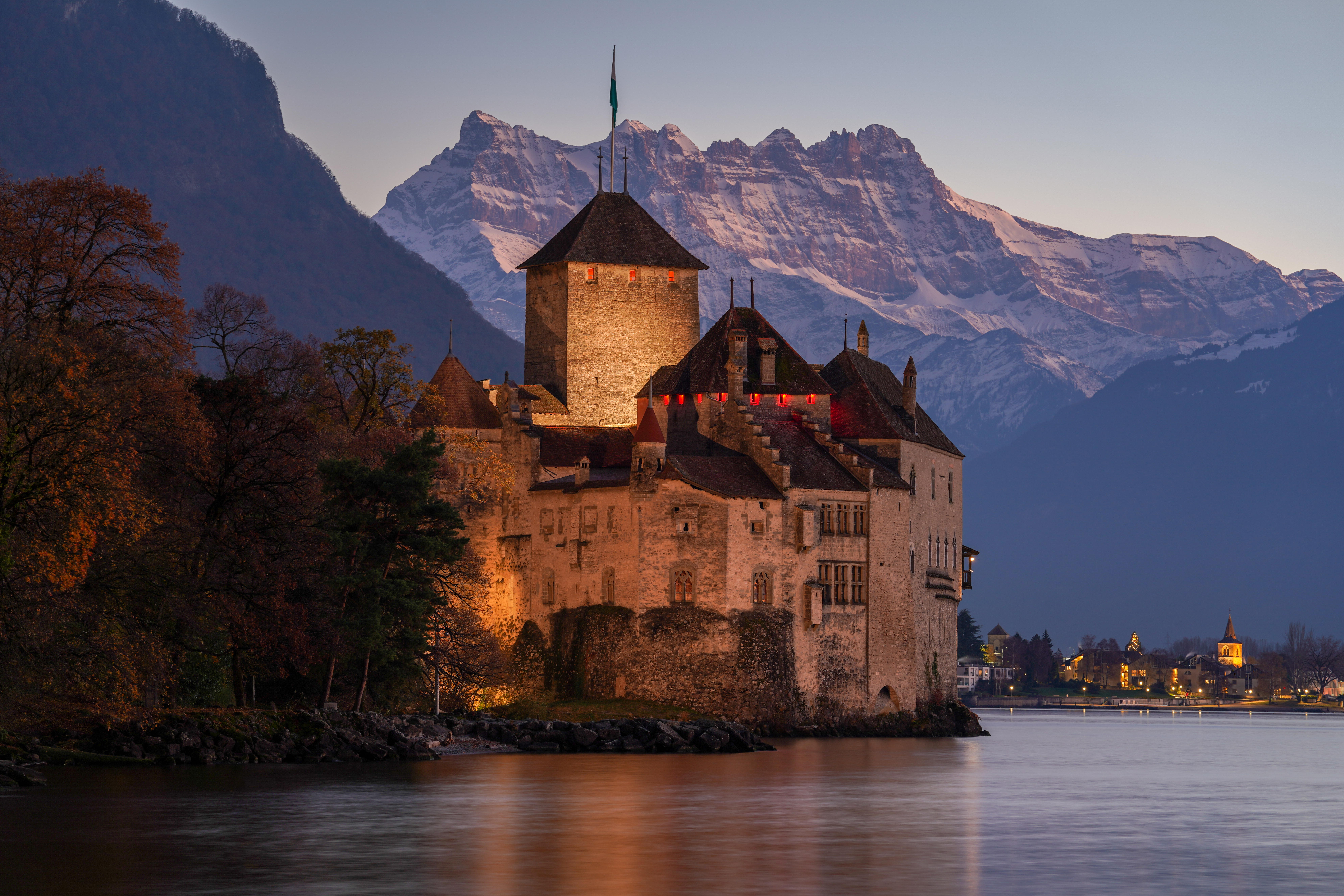
Вид з північного боку
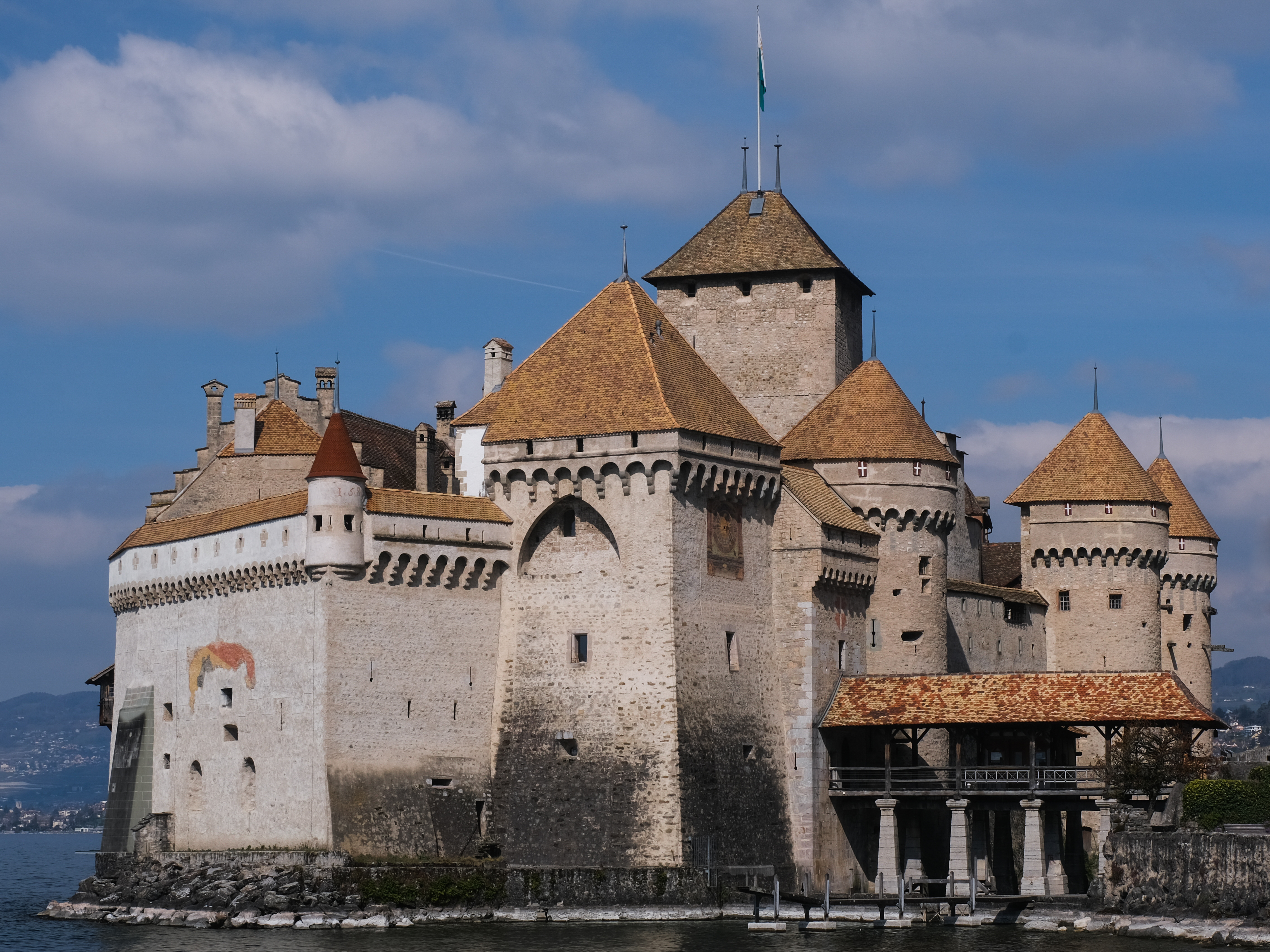
Вид з південного боку
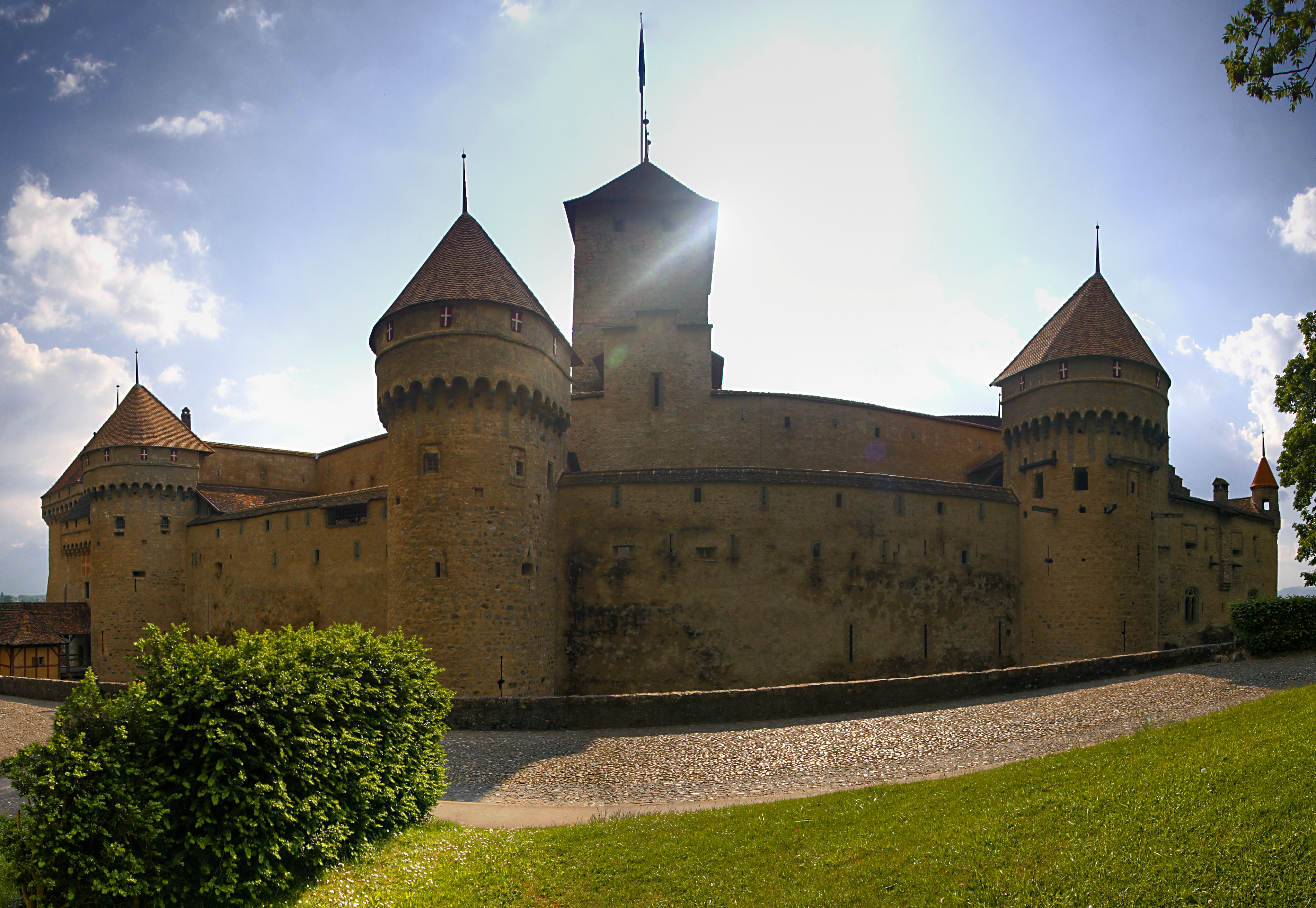
Вид зі сходу
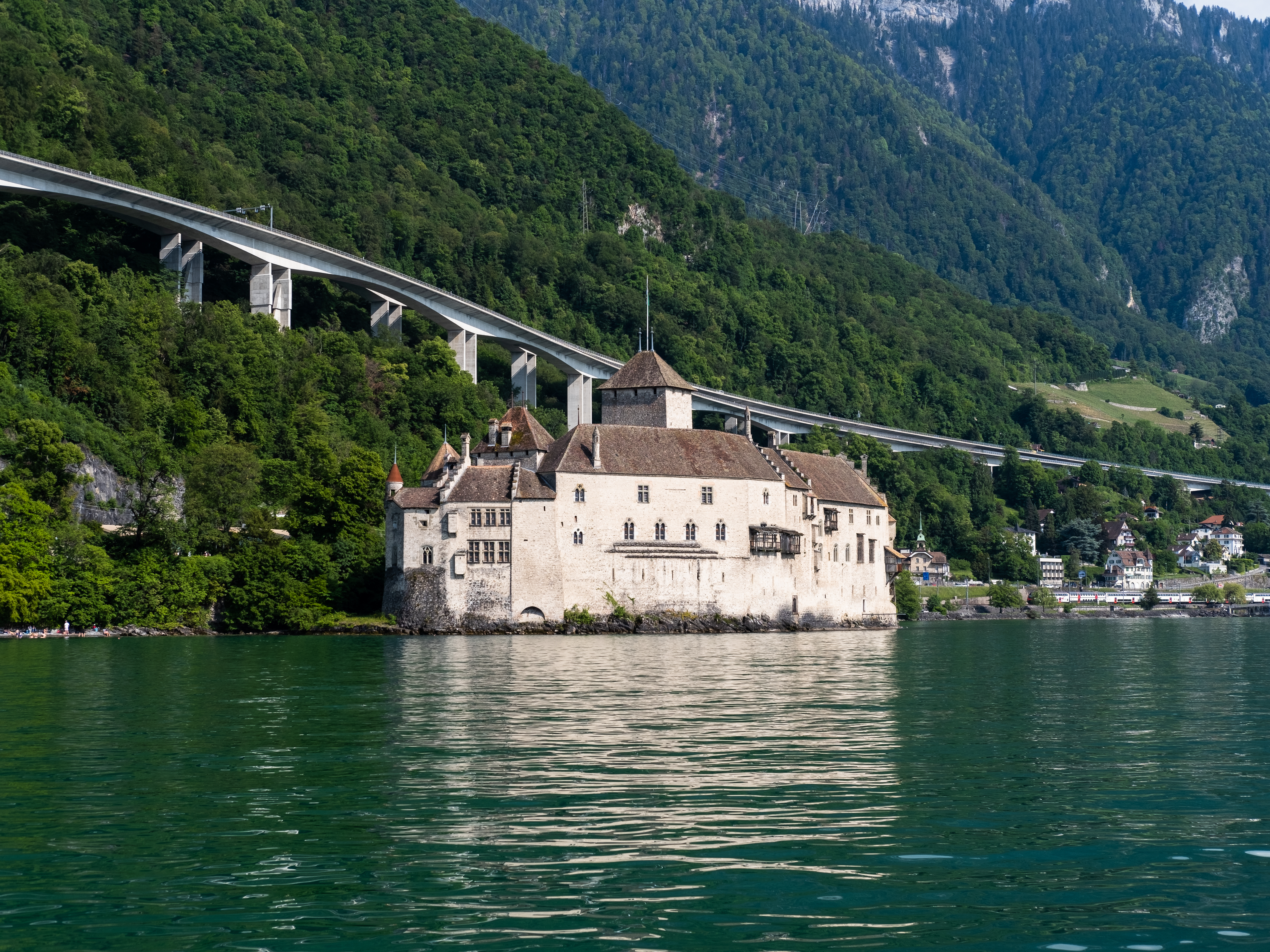
Західний бік замку
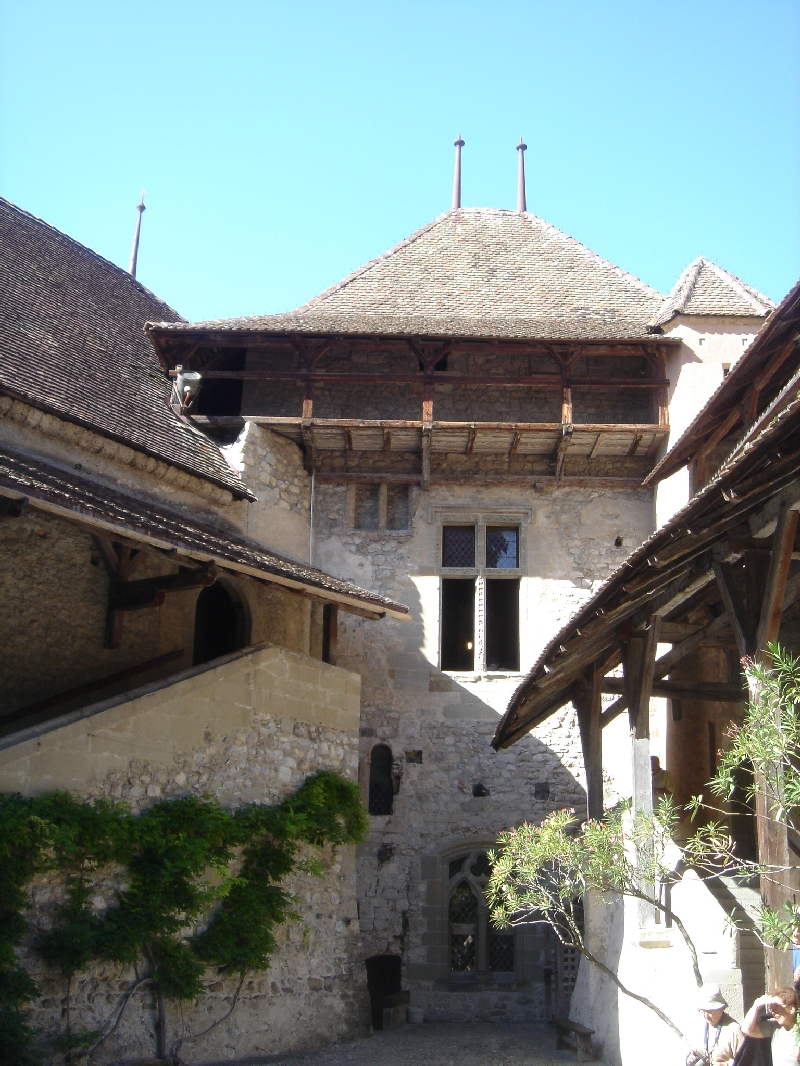
Західний (задній) двір замку
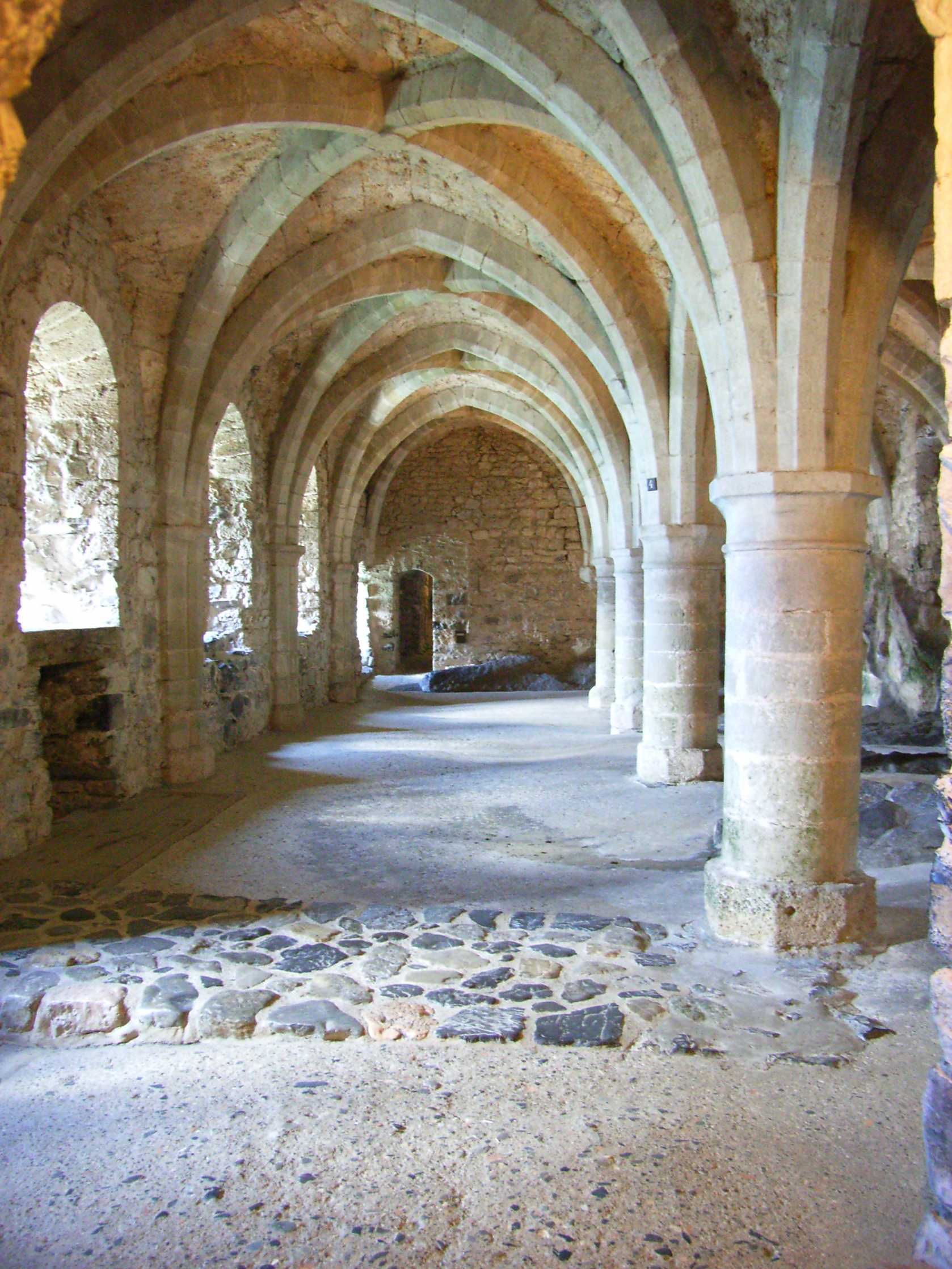
Готичні склепіння
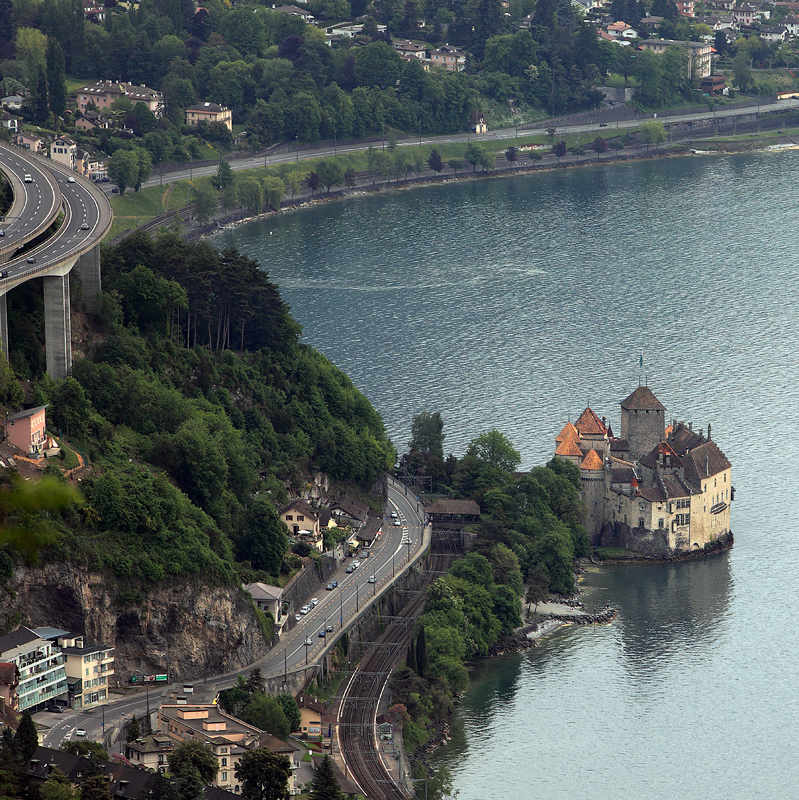
Вид з верху
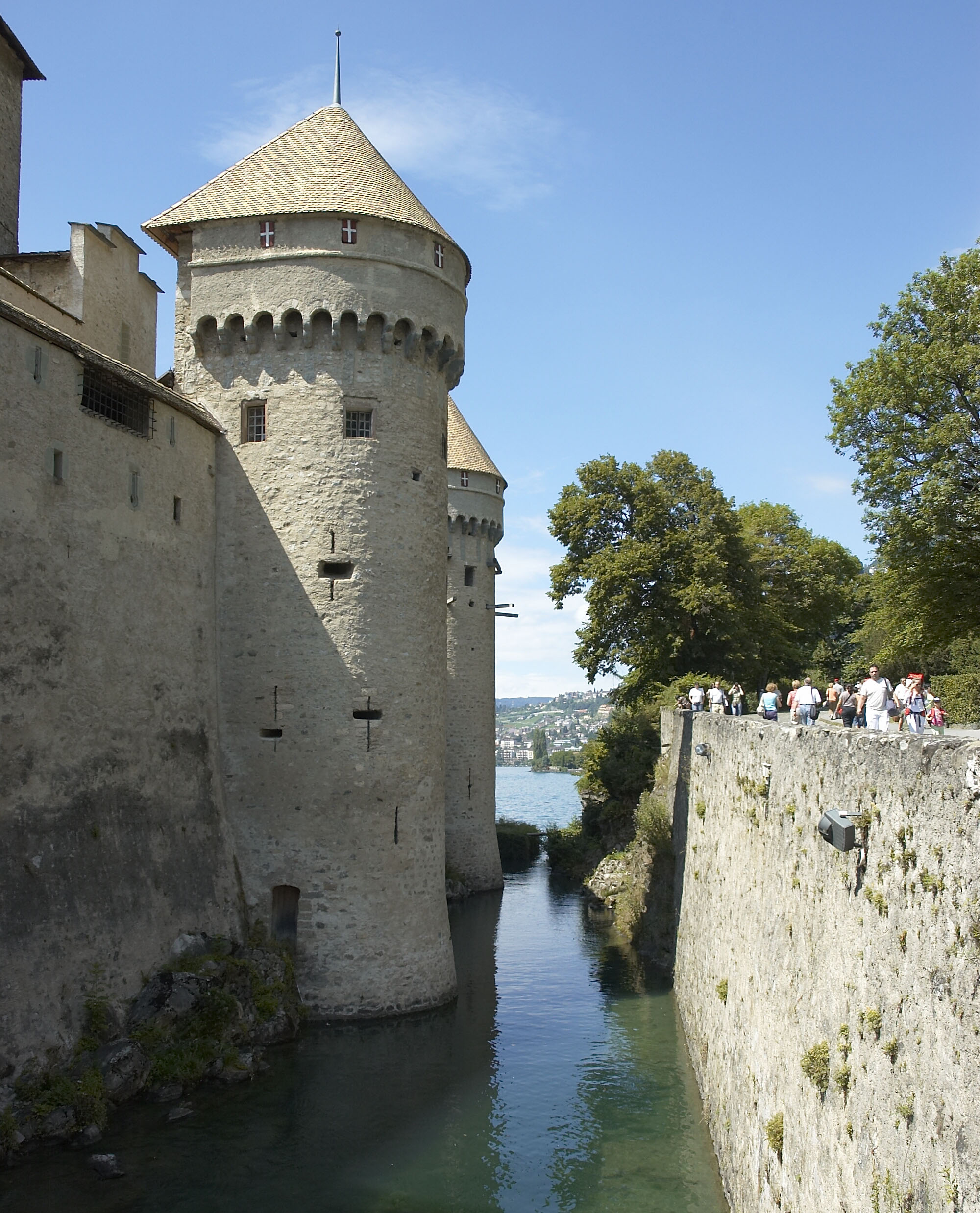
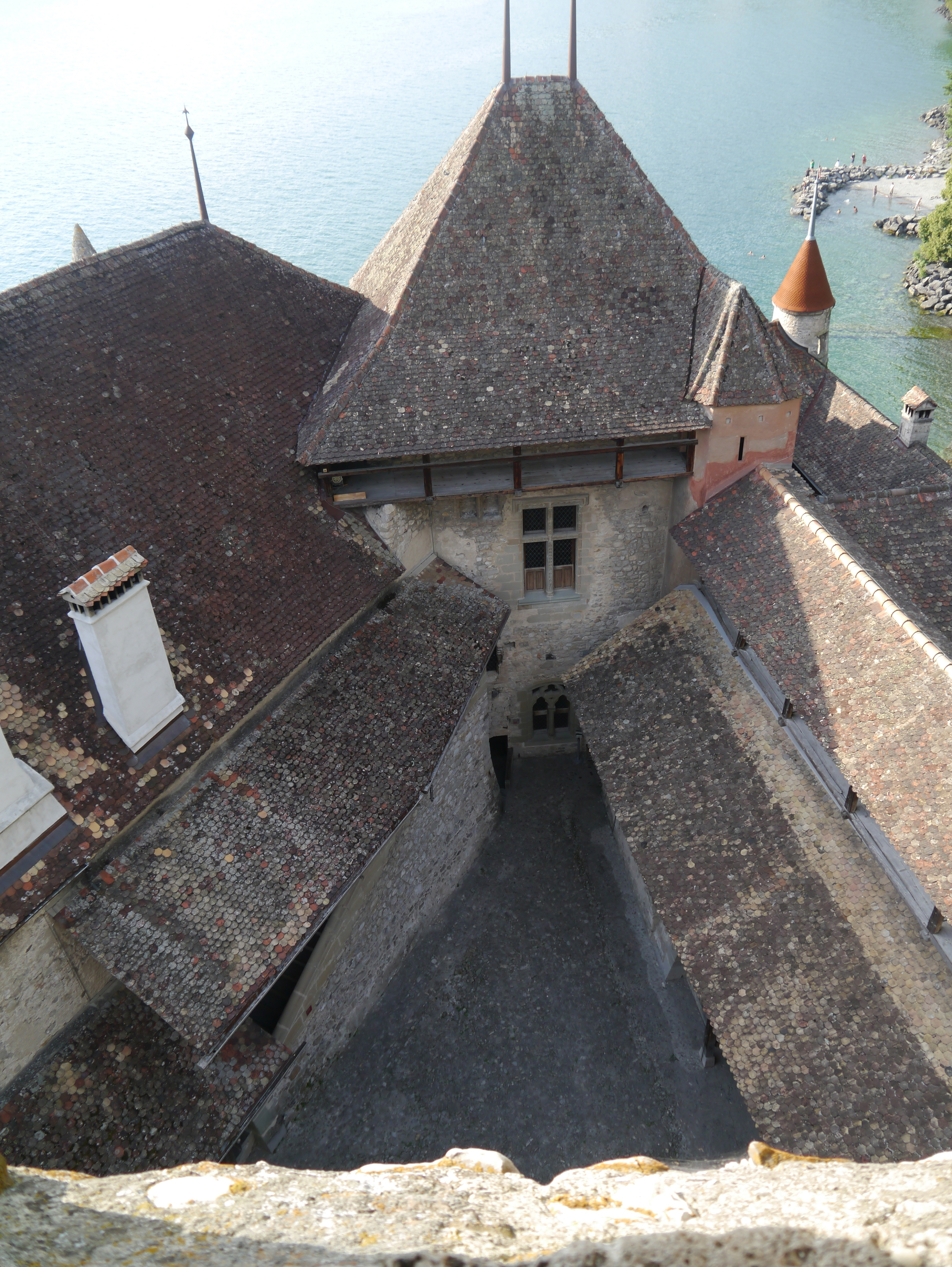
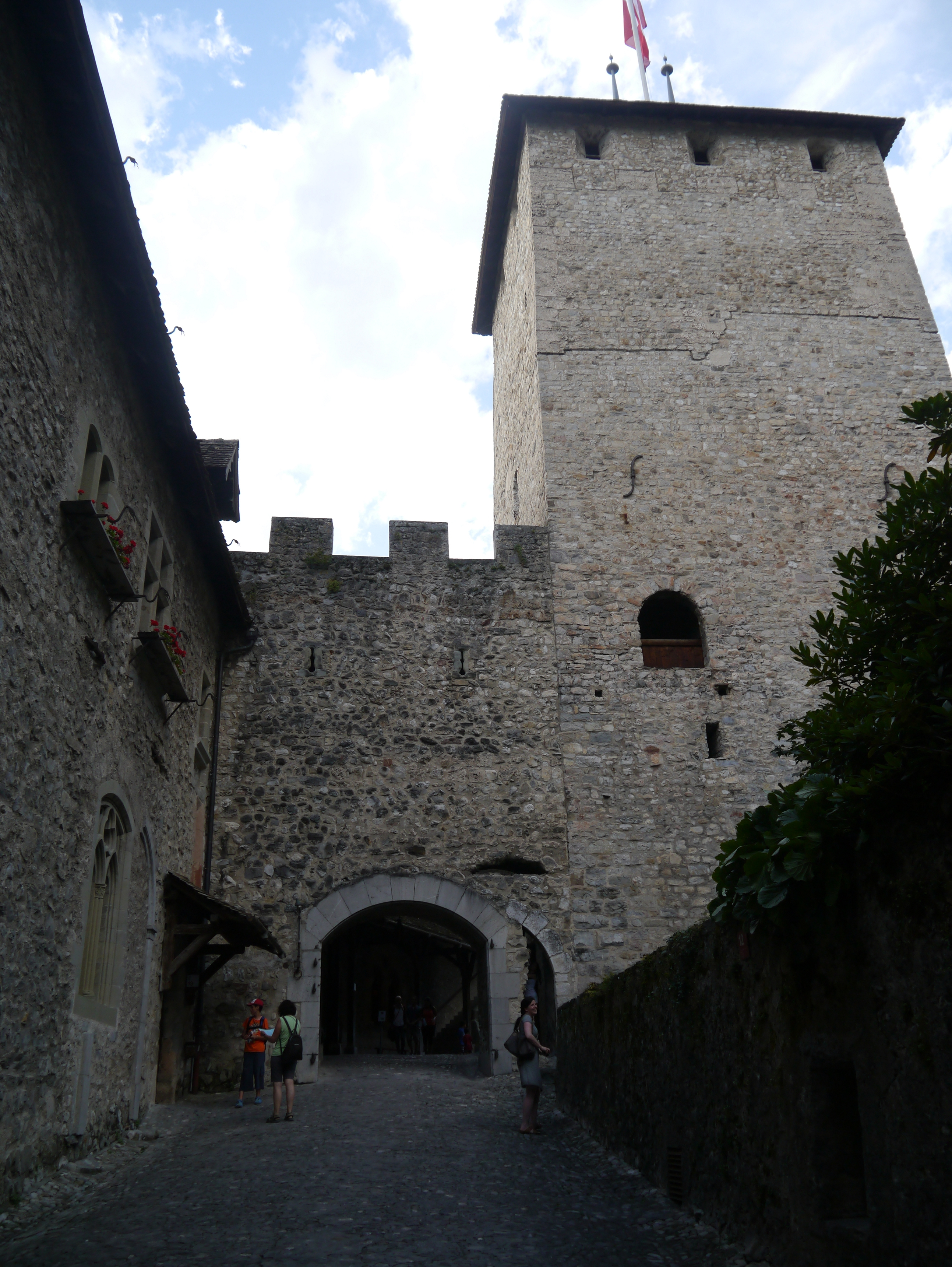